# United by love
United by love es una canción para el Mundial de Rusia 2018 interpretada por la cantante, actriz y diseñadora de moda Uruguaya Natalia Oreiro.

## Video musical
Se estrenó el 9 de junio de 2018. Se grabó en la Villa del Cerro, localidad de Montevideo, donde vivió Natalia.